# Croissy-sur-Celle
Croissy-sur-Celle là một xã thuộc tỉnh Oise trong vùng Hauts-de-France tây bắc nước Pháp. Xã này nằm ở khu vực có độ cao trung bình 71 mét trên mực nước biển.